# Kerowagia papua
Kerowagia papua är en skalbaggsart som beskrevs av Delpont 1996. Kerowagia papua ingår i släktet Kerowagia och familjen Cetoniidae. Inga underarter finns listade i Catalogue of Life.